# Fulla

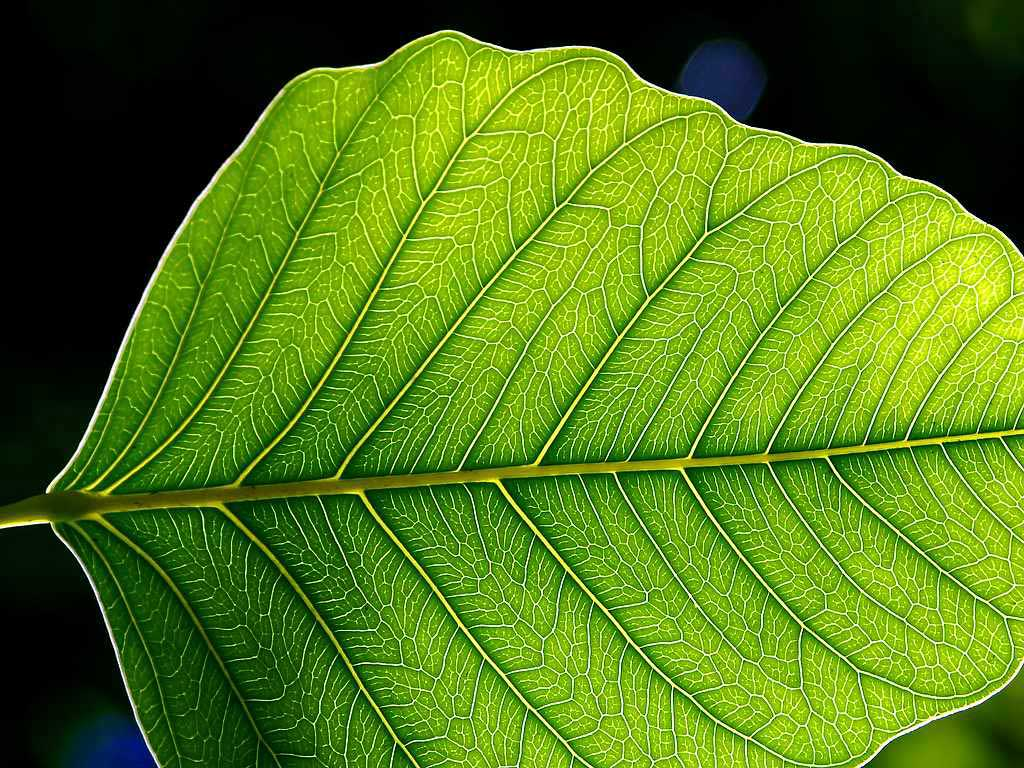
Fulla amb nervadura pinnada i marge sinuat

Una fulla és un òrgan de les plantes de forma generalment laminar, de creixement limitat i característic de l'esporòfit dels espermatòfits i dels pteridòfits. Neix als nusos i es disposa lateralment sobre la tija. És habitualment verda amb simetria bilateral i especialitzat en la fotosíntesi. Per a aconseguir la seva funció, una fulla és típicament plana i fina, amb l'objectiu d'exposar els cloroplasts que contenen les cèl·lules (clorènquima) a la llum sobre la màxima superfície, i permetre que la llum penetri completament en els teixits fins. És a les fulles on, en la majoria de les plantes, té lloc la respiració i la transpiració.
Les fulles poden emmagatzemar aliment i aigua, i en algunes plantes es troben modificades per a altres propòsits. Algunes plantes són mancades de fulles i s'anomenen afil·les.
Anatòmicament i segons el lloc que ocupen i les modificacions que han experimentat, hi ha cinc tipus bàsics de fulles: 
- Cotilèdons: que es correspon amb la primera fulla, o fulles, de l'embrió de les fanerògames[3]
- Catafil·les: o fulles esquamiformes situada per damunt dels cotilèdons i per sota dels nomofil·les o fulles en sentit restrictiu[4]
- Nomofil·les o fulles pròpiament dites: són les fulles normals, situades en la successió foliar entre els catafil·les i els hipsofil·les[5]
- Hipsofil·les o bràctees: són òrgans foliacis situats entre els nomofil·les i els antofil·les[6]
- Antofil·les: cadascuna de les fulles especialitzades modificades (peces florals) que integren la flor[7]

## Origen

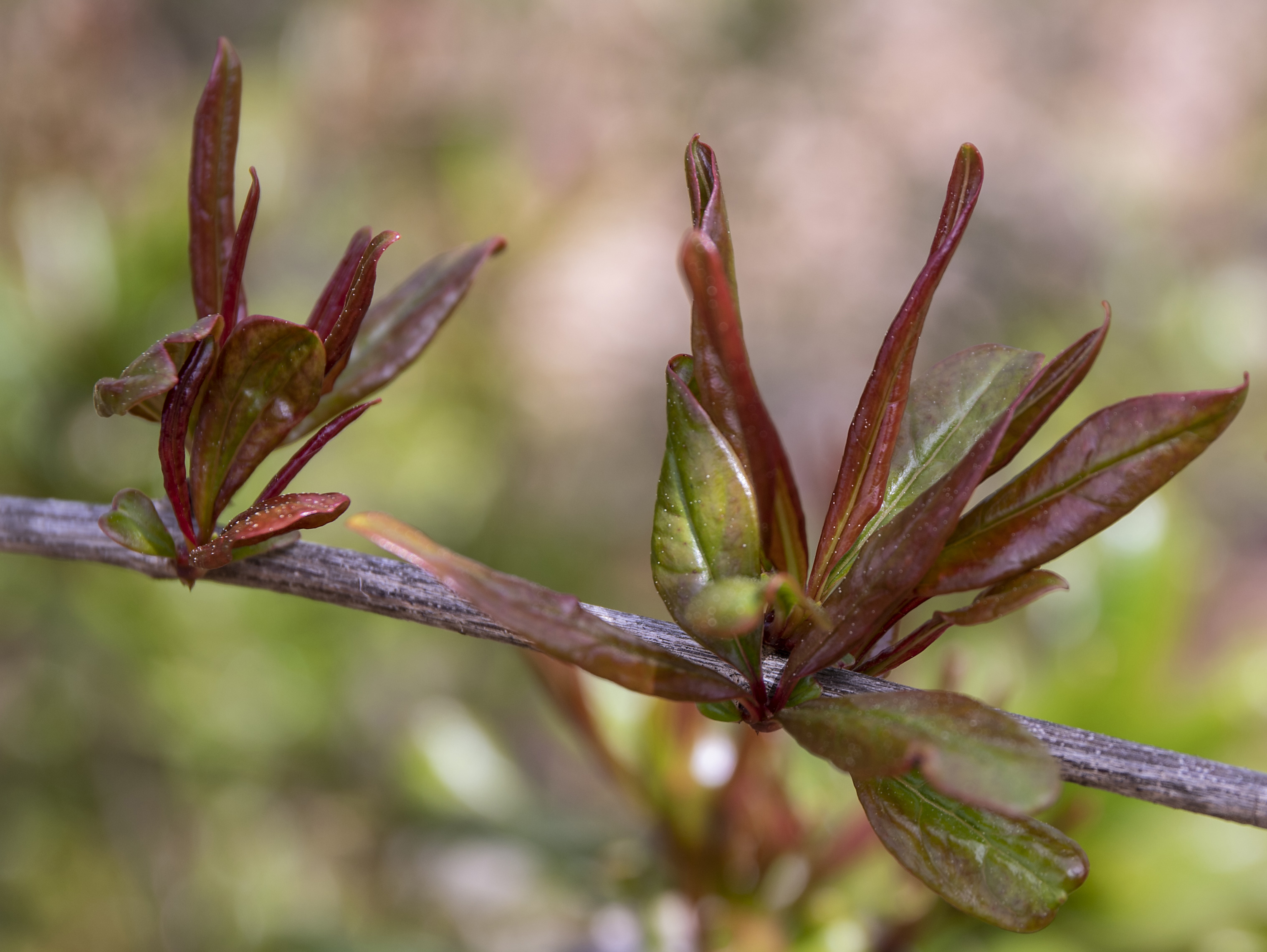
Fulles de magraner

Els òrgans foliars s'originen a les gemmes on són reconegudes en forma de primordis foliars. El creixement d'aquests primordis és sempre un creixement limitat i es localitza de bon començament a l'àpex i als marges i, posteriorment a la base i en zones intercalars. En les plantes, però, les primeres fulles no provenen d'aquestes gemmes, sinó que són originades dins l'embrió de la llavor.

## Estructura
Una fulla consta de les següents parts, algunes de les quals poden mancar:
- Limbe: part laminar de la fulla, especialitzada en les funcions de fotosíntesi i intercanvi de gasos, on es diferencien l'anvers (cara superior amb més exposició a la llum) i el revers (cara inferior on es marquen més els nervis), quan la posició de la fulla és horitzontal. Si la disposició és vertical no presenta cap diferència morfològica aparent.
- Pecíol: peu que sosté la fulla. Pot tenir estípules.
- Base: part més eixamplada a l'extrem del pecíol oposat al limbe, on el pecíol s'uneix a la tija. Generalment coincideix amb la part final del pecíol, si aquest existeix, de tal manera que abraça la tija en la zona del nus foliar. És típic que en les gramínies on no es pot parlar de pecíol, la base que és extraordinàriament llarga rep el nom de beina i s'implanta directament amb el limbe. Aquesta beina tan ben desenvolupada i que envolta del tot a la tija, és freqüent també en altres famílies botàniques com les ciperàcies (per exemple en Cyperus rotundus i Cyperus esculentus) talment com si fos la beina d'una espasa. Quan la base de la fulla envolta totalment la tija, es parla de fulla vaginada o vaginant.

## Morfologia
Les fulles mostren una extraordinària variabilitat: des de les petites fulles de la llentia d'aigua que estan parcialment fusionades amb la tija i que no solen sobrepassar el mil·límetre, fins a les grans fulles de fins a 3 metres de la planta sud-americana Victoria regia.
Generalment el limbé té dues cares ben diferenciades (anvers i revers) i llavors es parla de fulles bifacials. Algunes plantes com l'eucaliptus, però, tenen les dues cares equivalents i llavors s'anomenen fulles equifacials. Algunes vegades les fulles tenen grandària desigual en la mateixa zona d'una planta i, en aquest cas, parlem del fenomen d'anisofíl·lia.

## Estructura anatòmica

Estructura típica de l'interior (mesofil·le) d'una fulla amb el parènquima en palissada a la part superior i el parènquima esponjós a la part inferior

En l'anatomia interna de la fulla, generalment es distingeix una epidermis superior i una epidermis inferior, entre les quals hi ha el mesofil·le que en gran part està fet del teixit fotosintètic dit clorènquima.

### Mesofil·le
La major part de l'interior de la fulla entre les capes superior i inferior de l'epidermis és teixit anomenat mesofil·le (que en grec significa part mitjana de la fulla). Aquest teixit assimilador és el lloc principal on es fa la fotosíntesi de la planta. Els productes de la fotosíntesi reben el nom "d'assimilats".
En les falgueres i la majoria de les plantes amb flors el mesofil·le està dividit en dues capes: 
- La capa superior parènquima en palissada està formada per cèl·lules allargades verticalment i estretament empaquetades d'un gruix d'una o dues cèl·lules que es troba directament sota de l'epidermis adaxial. Les seves cèl·lules contenen molts més cloroplasts que el parènquima esponjós. Aquestes cèl·lules cilíndriques allargades estan disposades regularment en d'una a cinc fileres. La seva forma i disposició maximitzen l'exposició a la llum i la seva lleugera separació proporciona la màxima absorció del diòxid de carboni. Aquesta estructura experimenta adaptacions en les fulles de plantes de ple sol i en les d'ombra.

Sota la capa en palissada es troba la capa esponjosa, que en aquest cas té les cèl·lules de forma més arrodonida i no estan tan estretament empaquetades, a més de tenir menys cloroplasts. Les obertures dels estomes s'hi connecten.
Aquestes dues capes són absents en moltes plantes aquàtiques i d'aiguamolls. Fins i tot en aquestes poden mancar l'epidermis i el mesofil·le fent servir un aerènquima (parts cel·lulars fines separades per grans espais omplert de gas). Els seus estomes estan situats en la superfície superior.
Les fulles són normalment de color verd pel color de la clorofil·la que es troba en les cèl·lules del clorènquima. Les plantes que no tenen clorofil·la (plantes que pateixen clorosi) no poden fer la fotosíntesi.

## Peces accessòries de la fulla
Algunes fulles presenten a banda i banda de la base del pecíol uns apèndixs, generalment foliacis, anomenades estípules. Entre les dicotiledònies on són molt més freqüents solen aparèixer com un parell d'escates o folíols a la base de la fulla. En les monocotiledònies són escasses i quan n'hi ha sol haver-n'hi només una en cada fulla. El paper de les estípules és protegir el primordi foliar o les estructures que hi estan associades. Per això en moltes plantes quan es desenvolupa la fulla les estípules es desprenen. A vegades són de mida gran, com en el cas de Pisum o es confonen amb les fulles com en Rubia. Algunes vegades les dues estípules són concrescents i formen una sola peça membranosa que encercla i rodeja la tija anomenada òcrea i que té com a origen la soldadura dels elements estipulars; aquest darrer cas és freqüent en el gènere Polygonum.
Algunes fulles presenten la base eixamplada que envolta totalment o parcialment la tija; aleshores, la base s'anomena beina. Aquesta beina és present en moltes umbel·líferes i en totes les gramínies. Aquesta darrera família no té pecíol gairebé mai. Eventualment, en altres plantes, a la zona d'unió entre la beina i el limbe, hi ha un apèndix membranós en forma de llengüeta anomenat lígula. Aquesta lígula també prové de la modificació de les estípules.
Ocasionalment en algunes plantes que no tenen estipules els folíols de la base de la fulla poden assumir el paper de les autèntiques que es deformen i es poden distingir de la resta dels folíols. Aquestes s'anomenen pseudoestípules. Per diferenciar-les de les autèntiques, de vegades cal recórrer a l'anàlisi dels rastres foliars.

## Modificacions de les fulles
- Circell: òrgan d'aspecte filiforme que es cargola al voltant d'un suport, que presenten les plantes enfiladisses a conseqüència de la transformació total o parcial de les seves fulles. Encara que poden produir a partir de les tiges també s'originen per transformació d'una fulla o alguna de les seves parts.

- Espina: apèndix rígid i punxent, que generalment inclou teixits interns a més dels epidèrmics, que prové d'una part de la fulla o del total del limbe foliar. En algunes plantes els teixits epidèrmics del full produeixen excrescències en forma d'espina que poden situar sobre els nervis, el marge, les dues cares del limbe o el pecíol, en aquests casos les espines no es corresponen amb una transformació de la fulla sinó que representen una característica més de l'òrgan.

- Glàndules i tricomes: són formacions epidèrmiques o subepidèrmiques que es poden desenvolupar sobre diferents parts de les tiges i de les fulles. Sovint quan es tracta d'òrgans pluricel·lulars especialitzats on se segreguen algun tipus de substància (aigua, sals, essències, nèctar, etc .. .) s'anomenen glàndules.

- Òrgans caçadors: la majoria de les plantes anomenades "carnívores" atrapen insectes o altres petits animalons per proveir-se de nitrogen en ambients on els nitrats són escassos, ja sigui perquè la pluja renta el sol ràpidament o existeix un procés de reciclatge deficient. La captura gairebé sempre es realitza mitjançant transformacions de les fulles. A vegades, n'hi ha prou amb una superfície amb glàndules i adherent (Pinguicola), però en altres ocasions la fulla es transforma en un complicat mecanisme en forma de cep (Dionea) o d'urna (Nepenthes).

- Propàguls i altres estructures epífil·les: Habitualment s'admet que les fulles són òrgans de creixement limitat incapaços, per tant, de desenvolupar altres estructures. Tanmateix hi ha alguns casos en què des de la fulla es produeixen flors capaces d'actuar com a propàguls. Aquest fenomen s'anomena epifília i es pot produir per diferents mecanismes, un dels quals és la presència de cèl·lules del primordi foliar que conserven la seva capacitat de creixement generant sobre la fulla adulta nous brots.

- Dimorfisme, polimorfisme o heterofíl·lia: és un fenomen molt freqüent que es produeix quan les fulles d'una planta varien en mida o forma. Les modificacions de les fulles poden obeir a adaptacions per a realitzar diferents funcions (protectora, tròfica), induïdes per les condicions ambientals (sol, ombra) o ser conseqüència de l'estat de desenvolupament (cotiledons, fulles vegetatives).

## Funcions de la fulla
Encara que les fulles poden transformar-se en estructures protectores (esquames) o en peces florals, les seves funcions primordials són la fotosíntesi, la respiració i la transpiració. Aquestes activitats es poden efectuar també en les tiges herbàcies i en les porcions joves de les tiges llenyoses (tiges amb estructura primària). De fet en algunes plantes afil·les com els cactus, aquestes funcions recauen totalment sobre les tiges.
- Funció clorofíl·lica o fotosíntesi: consisteix en la síntesi de les substàncies orgàniques nutritives a partir del CO₂ atmosfèric (absorbit a través dels estomes) i l'aigua que en els cormófitos és subministrada per les arrels. El procés requereix un consum energètic que s'obté a partir de la llum solar i genera O₂. En condicions d'il·luminació el balanç entre el O₂ després en la fotosíntesi i el CO₂ absorbit, emmascaren a la respiració, motiu pel qual durant el dia les plantes desprenen oxigen i absorbeixen CO₂ a través dels estomes.

- Respiració: l'energia necessària per a desenvolupar l'activitat biològica s'obté de la metabolització dels productes (sucres) generats per la fotosíntesi. Molts d'aquests processos requereixen la presència d'oxigen i desprenen CO₂. A la foscor, quan cessa l'activitat fotosintètica, el balanç s'inverteix de manera que la planta desprèn diòxid de carboni i absorbeix oxigen. Encara que la respiració es realitza per totes les cèl·lules vives de la planta i no només en les fulles, l'intercanvi de gasos es fa majoritàriament a través dels estomes, que són molt més abundants en les fulles que en altres parts de la planta.

- Transpiració: és la pèrdua de l'aigua, que a les plantes vasculars, es realitza a través dels estomes. La transpiració és un procés fonamental perquè la saba bruta pugui moure's des del sòl fins a la fulla i per controlar la temperatura del vegetal.

Aquestes funcions es veuen afavorides per l'estructura foliar, la forma laminar de la majoria de fulles facilita l'intercanvi gasós i la recepció de llum. A més, aquest procés es pot controlar de forma precisa variant l'orientació de la làmina en funció de la necessitat energètica.